# Yusaku Ueno
Yusaku Ueno (født 1. november 1973) er en tidligere japansk fodboldspiller.
Han har spillet for flere forskellige klubber i sin karriere, herunder Avispa Fukuoka, Sanfrecce Hiroshima og Albirex Niigata.